# Joe Fargis
Joseph "Joe" Halpin Fargis IV (* 2. April 1948 in New York City, New York) ist ein US-amerikanischer Springreiter. Er gewann bei den Olympischen Spielen 1984 in Los Angeles die Goldmedaille in der Mannschafts- und der Einzelwertung. Bei den darauf folgenden Olympischen Spielen im Jahre 1988 in Seoul konnte er in der Mannschaftswertung die Silbermedaille gewinnen.

## Erfolge
- Olympische Spiele
  - 1984 in Los Angeles: Goldmedaille Mannschaft, Goldmedaille Einzel auf Touch of Class
  - 1988 in Seoul: Silbermedaille Mannschaft auf Mill Pearl
- weitere:
  - Panamerikanische Spiele 1975 in Mexiko-Stadt: Goldmedaille Mannschaft